# Šedem
Šedem – wieś w Słowenii, w gminie Krško. W 2018 roku liczyła 142 mieszkańców.